# シリウス (蒸気船)
シリウス（SS Sirius）は、イギリスのセント・ジョージ蒸気郵船会社の船。外輪船である。蒸気船でありながら、補助用の帆を装着するためのマストを2本持つ。
船名はおおいぬ座のシリウスからとられている。

## 船歴
「シリウス」は1837年にスコットランドのリースで建造され、ロンドン・コーク間の航路に就航した。
1838年3月、蒸気船による大西洋横断航路開設に乗り出したブリティッシュ・アンド・アメリカン蒸気航海会社は、自社船「ブリティッシュ・クイーン」の建造が遅延していたことから、他社に先んずるため「シリウス」を傭船した。
3月28日にコークへ向けロンドンを出港した「シリウス」は試運転中であったライバル会社の「グレート・ウェスタン」と遭遇している。
「シリウス」は乗客44人を乗せて4月4日にコークを出港。4月23日、「グレート・ウェスタン」より数時間早くニューヨーク港に入港し、この航路の一番船となった。航海時間は18日14時間22分であった。この航海では石炭が不足し、船内の木製品も燃料とされたという。
「シリウス」はイギリスへ戻った後、再度ニューヨークへの往復航海を行い、7月に傭船解除となって元の航路に戻った。
1847年1月15日、ダブリンからコークへ向かっていた「シリウス」はコーク付近で濃霧の中触礁し損傷。後進してそこを離れるも、浸水多量であったため船長は岸に向かおうとしたが、バリコットン西方約1.5浬の場所で座礁した。乗員乗客90名中71名が救助された。死者は、8人乗りの救命艇に20人が乗ったため沈没したことで生じた。

## 設計
「シリウス」は703総トン、長さ54.3メートル、幅7.8メートル。機関はサイドレバー・エンジンで、出力320馬力、計画速力9ノットであった。表面復水器が採用されていた。
船名の由来から、黒犬の船首像がつけられていた。